# Žarnov
Žarnov – wieś (obec) na Słowacji położona w kraju koszyckim, w powiecie Koszyce-okolice. Pierwsze wzmianki o miejscowości pochodzą z roku 1332. 
Według danych z dnia 31 grudnia 2012, wieś zamieszkiwało 414 osób, w tym 206 kobiet i 208 mężczyzn.
W 2001 roku pod względem narodowości i przynależności etnicznej 25,12% mieszkańców stanowili Słowacy, a 74,88% Węgrzy.
Ze względu na wyznawaną religię struktura mieszkańców kształtowała się w 2001 roku następująco:
- Katolicy rzymscy – 66,67%
- Grekokatolicy – 2,17%
- Ewangelicy – 0,48%
- Ateiści – 1,93%